# 布蘭登·奧康納

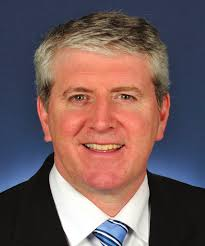

布蘭登·奧康納（Brendan O'Connor，1962年3月2日—）是一位澳洲政治人物，他的黨籍是澳洲工黨。自2004年開始，他是戈頓選區選出的澳大利亞眾議院的議員。他出生在英格蘭。